# Abderrazak Sahli
Abderrazak Sahli (arabisch عبد الرزاق الساحلي, DMG ʿAbd ar-Razzāq as-Sāḥiliyy; * 1941 in Hammamet in Tunesien; † 24. Februar 2009) war ein tunesischer Künstler.

## Leben
Er studierte an der École des Beaux-Arts in Tunis, bevor er ein Stipendium an der Cité Internationale des Arts Paris erhielt. Er setzte sein Studium in Paris fort und arbeitete anschließend dort als freischaffender Künstler bis zum Jahre 1986. Ab 1986 arbeitete er wieder in Tunesien, wo er in Tunis und in Nabeul an der Kunstakademie als Professor lehrte.

## Einzelausstellungen, u. a.
- 2007 Galerie Atrium, Carthage, Tunisie – École des Beaux-Arts de Sfax, Tunisie
- 2006 Palais Kheïreddine, Musée de la Ville de Tunis
- 2004 „Le voyage des couleurs“ (mit Harald Häuser) organisiert vom Goethe-Institut Tunis
- 2000 Musée du Périgord, Périgueux
- 1999 Museum Marburg
- 1998 Le Belvédère, Maison des Arts, Tunis
- 1995 Bakou, Leighton House Museum, London – Musée de Sidi Bou Saïd, Tunisie
- 1984 Centre Culturel Fontenay aux Roses, France
- 1970 Galerie Irtisem, Tunis
- 1969 Galerie de l’information, Tunis

## Quelle
Katalog der Galerie Hélène Lamarque, Paris, Miami.
Website der Galerie